# Ray Mielczarek
Raymond "Ray" Mielczarek (ur. 10 lutego 1946 w Caernarfon w Walii, zm. 30 października 2013) – walijski piłkarz polsko-luksemburskiego pochodzenia występujący na pozycji obrońcy.

## Kariera klubowa
Jako junior Mielczarek był piłkarzem Wrexham, w którym zadebiutował w 1964 roku w meczu przeciwko Aldershot. We wrześniu 1967 odszedł do Huddersfield Town F.C. za 20 000 funtów. W tym klubie rozegrał zaledwie 26 spotkań, gdyż zerwał wiązadła krzyżowe. W styczniu 1971 roku przeszedł do Rotherham United, w barwach którego rozegrał ponad 100 spotkań. W 1974 roku został zmuszony do zakończenia kariery z powodu kolejnego zerwania wiązadeł.

## Kariera reprezentacyjna
Mielczarek  był powołany do kadry Walii U-23, w której zagrał 7 meczów, był też powołany do pierwszej reprezentacji Walii na mecz z reprezentacją Finlandii. Mecz zakończył się zwycięstwem Walii 1:0.

## Po piłce nożnej
Po zakończeniu kariery Mielczarek pracował w wielu zawodach, w tym jako kierowca karetki, instruktor jazdy, ochroniarz i sprzedawca.